# اومینه‌سان-جی
اومینه‌سان-جی (به ژاپنی: 大峯山寺, Ōminesan-ji) یک معبد متعلق به فرقه شوگن‌دو است که در کوه اومینه، تنکاوا، نارا یوشینو، استان نارا، ژاپن واقع شده‌است.